# Moeve
Moeve, denominació en procés de transició de la històrica Cepsa, és una empresa energètica i d'hidrocarburs espanyola fundada en 1929. Va ser la primera companyia petroliera privada espanyola. Amb la seva seu situada a Madrid, actualment està participada al 100% per l'empresa International Petroleum Investment Company, IPIC. El President de Cepsa és Khadem Al Qubaisi.

## L'empresa
Cepsa, acrònim del castellà Compañía Española de Petróleos Sociedad Anónima (equivalent en català, 'Companyia Espanyola de Petrolis Societat Anònima') és un grup energètic integrat que està present en totes les fases de la cadena de valor del petroli: Exploració i Producció de petroli i gas, refinat, transport i comercialització dels derivats petrolífers i del gas natural, biocarburants, cogeneració i comercialització d'energia elèctrica i petroquímica, en que fabrica i comercialitza matèria primera per a l'elaboració de productes d'alt valor afegit.
Fundada en 1929, CEPSA és el tercer grup industrial espanyol per volum de facturació. Compta amb més d'11.000 professionals a Europa, Àsia, Àfrica i Amèrica mostra de la seva forta projecció internacional i una decidida vocació de creixement.
CEPSA és una de les 35 majors empreses del món, en el seu sector, i es troba entre les deu primeres d'Europa per volum de facturació. És al costat de l'empresa Royal Dutch Shell, l'única de les grans multinacionals europees del petroli que no ha comptat per a la seva formació amb la participació del sector públic.
El grup de CEPSA està format per al voltant de quaranta empreses, entorn de quatre àrees de negoci: exploració i producció, refí, distribució i comercialització de petroli, petroquímica, i gas i electricitat. La Companyia posseeix tres refineries en Espanya, refineria "Tenerife" (1930), San Roque (Cadis) (1967) i refineria "La Rábida" a Huelva (1967); i tres plantes petroquímiques integrades dues d'elles en la refineria “Gibraltar-San Roque” i una altra en la refineria “La Rábida”. La seva capacitat productiva li permet processar 26.000.000 tones de cru a l'any el que representa més del 35% de la capacitat productiva espanyola i un 2,7% de la capacitat total dels països de la Unió Europea. A més, compta amb una xarxa de més d'1.700 estacions de servei a Espanya, Portugal, Andorra i Gibraltar.
Com a suport a les tres refineries i a la resta del Grup, CEPSA compta amb un Centre de Recerca situat a Alcalá de Henares, Madrid. S'hi realitzen multitud d'innovacions i tecnologies pròpies d'aplicació a les diferents àrees de negoci de la Companyia. La seva inauguració va tenir lloc en 1975 en la localitat madrilenya de San Fernando de Henares, lloc del que va ser traslladat, en 2008, al seu lloc actual. El Centre compta amb una superfície útil de més de 12.000 m², dels quals 6.600 corresponen a 9 sales de laboratori i 4 sales amb 20 plantes pilot.

## Història
CEPSA es va fundar en 1929, com societat anònima, convertint-se en la primera companyia petroliera privada espanyola. Un any més tard, en 1930, creen la primera refineria, en Tenerife. L'emplaçament triat va ser les Illes Canàries a causa de la Llei del Monopoli de Petrolis de 1927, que prohibia instal·lar indústries petrolieres de titularitat privada dins del territori espanyol peninsular. Entre les set illes, es va triar Tenerife per la seva situació geogràfica i l'existència del port de Santa Cruz de Tenerife, en el qual convergeixen nombroses línies internacionals de navegació.
En la dècada dels 50 CEPSA es converteix en el primer fabricador espanyol de lubrificants. A més, en 1954 aconsegueixen la primera unitat de platforming a Espanya. Aquesta activitat consisteix en un procés orientat a millorar la qualitat de la gasolina. També es convertiran en el primer productor espanyol de productes petroquímics aromàtics.
En 1964 es funda l'empresa CEPSA Companhia Portuguesa de Petroleos Ltda. iniciant la construcció d'una factoria d'asfalts, la primera instal·lació de CEPSA fora d'Espanya.
En 1967 es crea la refineria de Gibraltar, que pren el seu nom del territori de Campo de Gibraltar, lloc on s'assenta (en concret, en el terme municipal de San Roque, Cadis). Fins a aquest moment la refineria de Santa Cruz de Tenerife era la responsable de proveir de derivats del petroli tant les necessitats de CEPSA en les Illes Canàries com les necessitats en l'Espanya peninsular. Amb la creació d'aquesta nova refineria s'aconsegueix crear un dels majors centres petroquímics d'Europa i proveir millor al mercat peninsular.
En 1988 canvia el rumb de la companyia. En aquest any CEPSA acorda l'entrada en el seu accionariat d'IPIC (International Petroleum Investment Company), actual amo de la petroliera. La companyia originària d'Abu Dhabi, va prendre el 10% de la seva capital amb l'objectiu d'afermar els subministraments de cru i obrir mercats i col·laboracions en el Golf Pèrsic.
En 1990, ELF Aquitaine, una companyia de petroli francesa, compraria una participació a CEPSA del 20,5%. Tan sols un any més després, el Consell acorda la compra de l'empresa de lubrificants ERTOIL, la qual cosa comporta l'adquisició d'una tercera refineria, de menor grandària que les dues anteriors, en la població andalusa de la Rábida, a Huelva.
En 1995 s'incrementa el seu procés d'internacionalització construint la que serà la primera planta industrial química de CEPSA al Canadà. Aquest procés es veurà ampliat entre 2000 i 2005, amb la construcció d'una segona planta petroquímica, també a Canadà, i l'adquisició del 72% de DETEN Química, a Brasil.
Ja a la fi de la dècada dels 90 i a principis del segle xxi, CEPSA ha centrat els seus esforços en l'exploració i producció i al mercat del gas. Té fortes inversions en pous de petroli i gas d'Algèria, la primera troballa important de la Companyia. A més és el segon accionista del projecte Medgaz, amb un 42% de les accions, per a la construcció d'un gaseoducto des d'Algèria fins a Espanya. Durant aquests anys, CEPSA està present també en Colòmbia, Perú i Brasil.
El 16 de febrer de 2011 Abu Dhabi International Petroleum Investment Company (IPIC) va comprar el 48,8% del capital fins llavors en possessió de TOTAL per 3.724 milions d'euros. El fons àrab, que ja posseïa un 47% de CEPSA, llançant una OPA pel 100% de la companyia. Això va fer que la companyia deixés de cotitzar en borsa el 8 d'agost de 2011.
L'any 2011, CEPSA va iniciar el projecte de construcció d'una planta química a Shanghai, un dels mercats de major potencial de creixement del món. Aquesta nova planta tindrà una capacitat de 250.000 t de fenol i 150.000 t d'acetona. S'espera que comenci a produir en 2014 cobrint el desfasament existent entre la demanda i l'oferta d'aquestes dues substàncies a la República Popular de la Xina, la qual cosa obliga a importar significatius volums d'aquestes matèries primeres. Aquestes instal·lacions permetran que CEPSA es converteixi en el segon productor mundial de fenol i acetona.

## Patrocinis
Cal destacar el patrocini que CEPSA ofereix al món del motor. Està present en el Mundial de Fórmula 1 al costat de la Scuderia Toro Rosso, a més de recolzar a Carlos Sainz Jr., actualment en aquesta escuderia, el CEPSA Truck Team en el Campionat d'Europa de Carreres de Camions, els riders de motocross freestyle Dany Torres i Maikel Melero, i els Campionats d'Espanya de Ral·lis de Terra, Tot Terreny i Karting.
A més, CEPSA és patrocinador oficial de la Selecció Espanyola de Futbol des de l'any 2007.

## Accionistes
| Accionista         | Societat                                   | Participació |
| ------------------ | ------------------------------------------ | ------------ |
| Govern d'Abu Dhabi | International Petroleum Investment Company | 100%         |

## Administració

### Consell d'Administració
| Càrrec                            | Conseller                          |
| --------------------------------- | ---------------------------------- |
| President                         | S.E. Khadem Al Qubaisi             |
| Vicepresident i Conseller Delegat | D. Pedro Miró Roig                 |
| President d'Honor                 | D. Carlos Pérez de Bricio Olariaga |
| Vocal                             | D. Hamdan Al Hamed                 |
| Vocal                             | D. James Sullivan                  |
| Vocal                             | D. Álvaro Badiola                  |
| Secretari del Consell             | D. Ignacio Pinilla                 |
| Vice-Secretària                   | Da. Carmen Cagiga                  |